# Cacicus koepckeae
Cacicus koepckeae là một loài chim trong họ Icteridae.